# Pay-off
La traduzione letterale del termine inglese Pay Off è "pagare". Quando tale termine è abbinato nel trading online di Opzioni Binarie, esso indica il rendimento di una singola opzione binaria in quel momento commercializzata.

## Cos'è il Pay Off?
Comprendiamo meglio il significato di Pay Off abbinato al trading online di opzioni binarie. Quando un'opzione binaria scade nella direzione scelta correttamente dal trader, quest'ultimo riceve il payoff dunque il suo guadagno pagato dal broker (intermediario) presso il quale il commerciante ha inoltrato l'ordine specifico.

### Esempio pratico del calcolo del Pay Off
A seconda dei possibili risultati che possono esser raggiunti dal commerciante di opzioni binarie, il pay off può ovviamente variare. Comprendiamo meglio il suo calcolo:
- Opzione binaria In The Money: Quando il commerciante ha previsto correttamente la direzione del mercato, indovinando così l'opzione binaria acquistata, ottiene un pay off di ritorno pari tra il 70% ed il 90% (nei casi delle tradizionali opzioni binarie). Se ha investito 100, otterrebbe 170 di payoff (caso al 70%).

- Opzione binaria On The Money: Tale situazione si presenta quando il commerciante si trova davanti ad un medesimo importo tra lo strike price e l'asset sottostante alla scadenza dell'opzione binaria. In questo caso ottiene un pay off pari all'investimento.

- Opzione binaria Out of The Money: In questo caso il commerciante non ha indovinato la direzione del mercato, dunque a scadenza l'opzione binaria ha pay off, eccezion fatta dell'eventuale rimborso precedentemente contrattualizzato dal broker. In casi normali il pay off di rimborso varia tra il 10 e il 15% dell'importo investito dal trader.